# Cloniophorus curvatoplicatus
Cloniophorus curvatoplicatus är en skalbaggsart som beskrevs av Jordan 1894. Cloniophorus curvatoplicatus ingår i släktet Cloniophorus och familjen långhorningar. Inga underarter finns listade i Catalogue of Life.